# Quercus nigra
Quercus nigra là một loài thực vật có hoa trong họ Cử. Loài này được L. miêu tả khoa học đầu tiên năm 1753.

## Hình ảnh

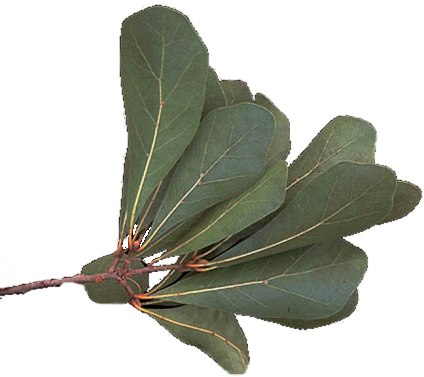
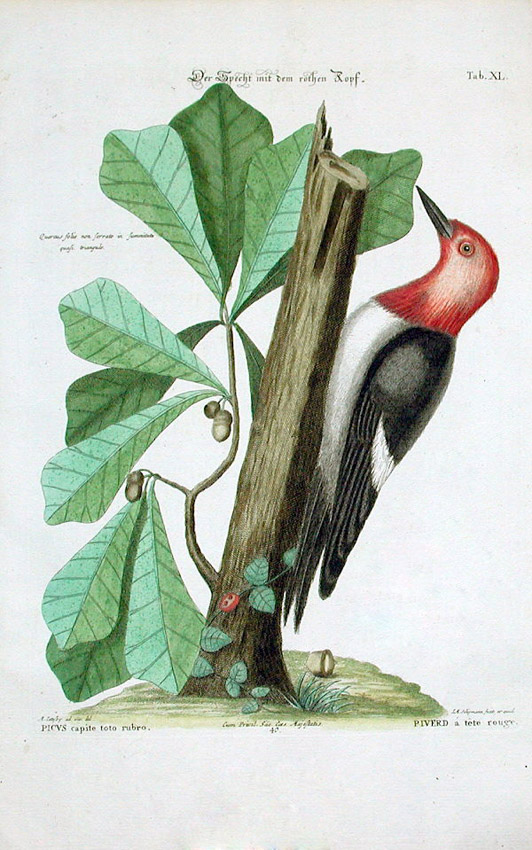
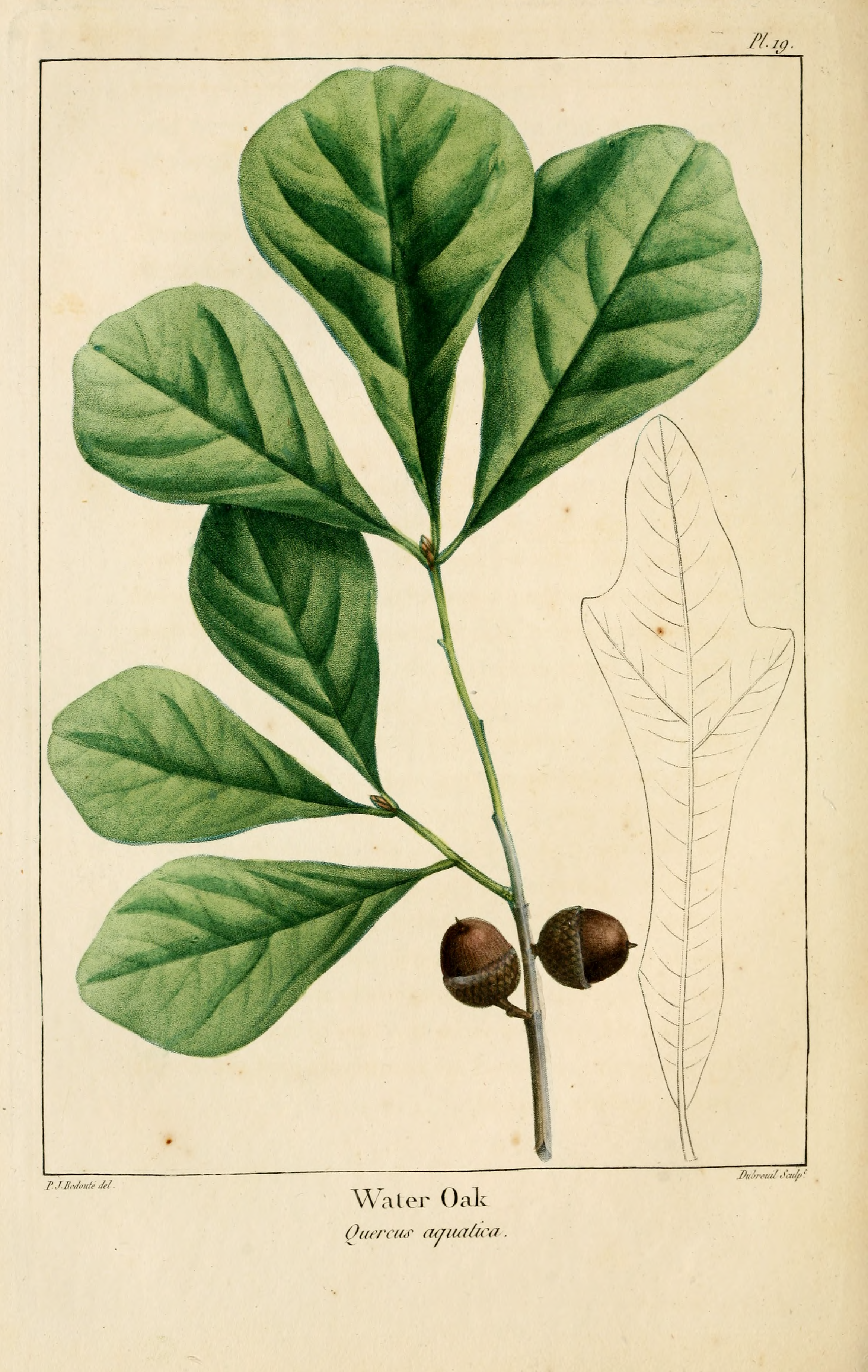